# Bertil Öhlund
Bertil Alexander Öhlund, född 17 november 1923 i Solna, död 2003 i Bryssel, folkbokförd i Belgien, var en svensk målare, grafiker och tecknare.
Bertil Öhlund var son till  Gustaf Öhlund och Ester Nylander och från 1955 gift med Yvonne Antoniou-Öhlund. Han studerade vid Otte Skölds målarskola 1949 och periodvis under 1959 och 1951 vid Académie de la Grande Chaumière och vid André Lhotes målarskola i Paris. Han var elev vid Kungliga konsthögskolan i Stockholm 1950–1955.
Sedan 1949 vistades han nästan årligen längre perioder utomlands och har varit bosatt i bland annat Paris, Sydfrankrike, Rom, Florens, Grekland och Bulgarien. Tillsammans med Staffan Nihlén debuterade han med en utställning på Kristianstads museum 1952. Separat ställde han ut på Galerie Creuze i Paris 1957 och 1961 samt på Museet i Liège 1958 och han ställde därefter ut separat på ett flertal svenska museer. Tillsammans med sin fru Yvonne Antoniou-Öhlund ställde han ut i Örebro 1960 och tillsammans med Sven-Erik Pug Karlsson och Allan Andersson på Färg och Form i Stockholm 1963 samt tillsammans med Lasse Holmqvist på Galerie Bleu.
Bertil Öhlund medverkade i Sveriges allmänna konstförenings salonger i Stockholm, Liljevalchs konsthalls Stockholmssalonger och flera samlingsutställningar på Galerie Creuze sedan 1957. Han var representerad i vandringsutställningen Hallmark Art Awards som visades på 36 olika amerikanska museum i USA 1960–1962 och han medverkade i ett flertal samlingsutställningar i Europa, USA och Sovjetunionen. Bland hans offentliga arbeten märks en väggmålning i lackfärg på ungdomsgården Förvaltargården i Solna samt en dekorationsmålning på m/s Gripsholm. Hans konst består av ett abstrakt måleri med arkitektoniskt innehåll, landskapsskildringar utförda i olja eller grafik.
Öhlund är representerad vid Nationalmuseum, Moderna museet, Örebro läns museum, Hallmark Art Award Museum i New York, deputeradekammaren i Bryssel och ett flertal offentliga institutioner i Sverige och utomlands.